# دالبی دیجیتال

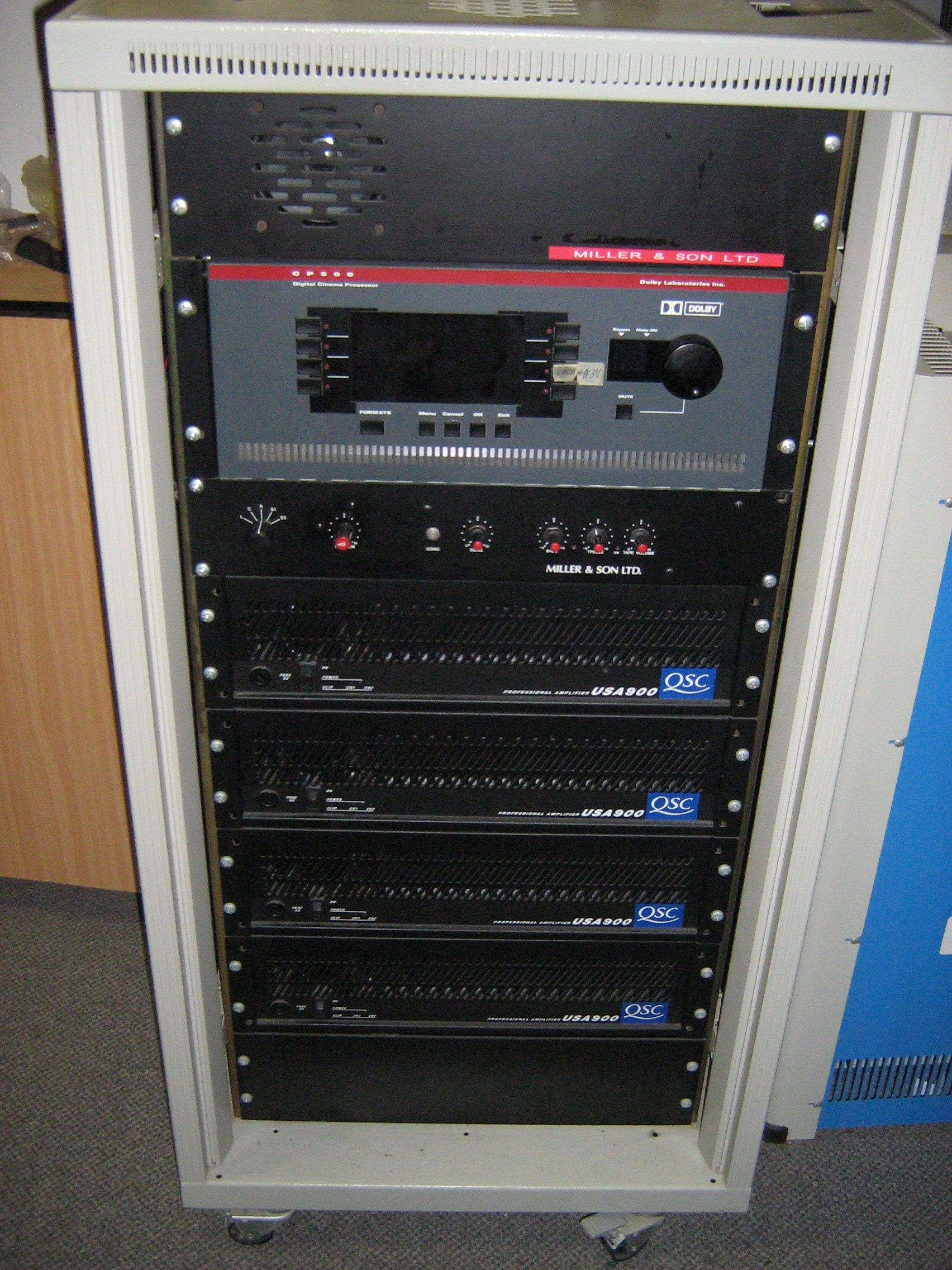
دالبی دیجیتال

دالبی دیجیتال (به انگلیسی: Dolby Digital) که در اصل مترادف با Dolby AC-3 است، نامی است که اکنون به خانواده‌ای از فناوری های فشرده‌سازی صدا تبدیل شده است که توسط آزمایشگاه‌های Dolby توسعه یافته است.
قبلاً تا سال ۱۹۹۵؛ Dolby Stereo Digital نامیده می‌شد، به‌جز Dolby TrueHD، فشرده‌سازی صدا بر اساس الگوریتم تبدیل کسینوس گسسته اصلاح شده (MDCT) دارای فشرده‌سازی با اتلاف است. اولین استفاده از دالبی دیجیتال، ارائه صدای دیجیتال در سینماها از چاپ فیلم ۳۵ میلی‌متری بود. امروزه از آن برای برنامه‌هایی مانند پخش تلویزیونی، پخش رادیویی از طریق ماهواره، پخش ویدئوی دیجیتال، دی‌وی‌دی، دیسک‌های بلوری و کنسول‌های بازی نیز استفاده می شود.
اساس اصلی استاندارد کدگذاری صوتی چند کاناله Dolby AC-3، تبدیل کسینوس گسسته اصلاح شده (MDCT)، یک الگوریتم فشرده‌سازی با اتلاف است.این اصلاحی از الگوریتم تبدیل کسینوس گسسته (DCT) است که برای اولین بار توسط نصیر احمد در سال 1972 پیشنهاد شد و در ابتدا برای فشرده سازی تصویر در نظر گرفته شد. DCT توسط J.P. Princen، A.W. تبدیل کسینوس گسسته اصلاح شده (MDCT) تطبیق داده شد. 